# 8328 Uyttenhove
A 8328 Uyttenhove (ideiglenes jelöléssel 1981 QQ2) a Naprendszer kisbolygóövében található aszteroida. Henri Debehogne fedezte fel 1981. augusztus 23-án.